# Holly Hill (Florida)
Holly Hill és una població dels Estats Units a l'estat de Florida. Segons el cens del 2000 tenia 12.119 habitants.

## Demografia
Segons el cens del 2000, Holly Hill tenia 12.119 habitants, 5.583 habitatges, i 2.998 famílies. La densitat de població era de 1.202,9 habitants/km².
Dels 5.583 habitatges en un 22,3% hi vivien nens de menys de 18 anys, en un 34,9% hi vivien parelles casades, en un 13,6% dones solteres, i en un 46,3% no eren unitats familiars. En el 36,9% dels habitatges hi vivien persones soles el 17,2% de les quals corresponia a persones de 65 anys o més que vivien soles. El nombre mitjà de persones vivint en cada habitatge era de 2,14 i el nombre mitjà de persones que vivien en cada família era de 2,77.
Per edats la població es repartia de la següent manera: un 19,9% tenia menys de 18 anys, un 7% entre 18 i 24, un 28,4% entre 25 i 44, un 23,5% de 45 a 60 i un 21,2% 65 anys o més.
L'edat mediana era de 42 anys. Per cada 100 dones de 18 o més anys hi havia 87,6 homes.
La renda mediana per habitatge era de 26.651 $ i la renda mediana per família de 29.154 $. Els homes tenien una renda mediana de 25.946 $ mentre que les dones 19.178 $. La renda per capita de la població era de 16.098 $. Entorn del 13,5% de les famílies i el 16,5% de la població estaven per davall del llindar de pobresa.

## Poblacions més properes
El següent diagrama mostra les poblacions més properes.